# Big Mama (groupe coréen)
Pour les articles homonymes, voir Big Mamma (homonymie).
Big Mama (빅마마) est un groupe de chanteuses sud-coréennes de M Boat, une ancienne compagnie du groupe YG Entertainment.

## Membres
- Shin Yona (신연아)
- Lee Young Hyun (이영현)
- Lee Ji Young (이지영)
- Park Min Hye (박민혜)

## Discographie

### Albums
- Like The Bible (Février 2003)
- It's Unique (Mai 2005)
- For the People (Octobre 2006)
- Blossom (Octobre 2007)
- 5 (Mars 2010)
- Born (Février 2022)

### Compilations
- Big Mama's Christmas : Gift (Novembre 2005)
- For The Christmas (28 novembre 2006)